# Giuseppe Torelli (maršal)
Giuseppe Torelli, francoski maršal, * 1763, † 1813.